# Wappenbuch der Preussischen Rheinprovinz

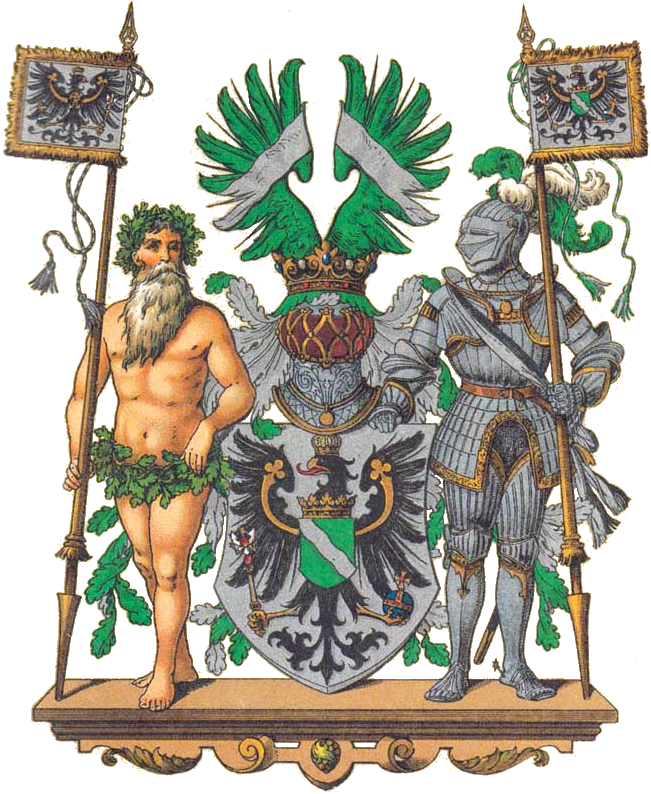
Wappen der Preussischen Rheinprovinz

Das Wappenbuch der Preussischen Rheinprovinz ist eine Sammlung und Beschreibung von Wappen in der Preussischen Rheinprovinz. Das Wappenbuch besteht aus fünf Bänden, befasst sich mit dem immatrikulierten und nicht immatrikulierten Adels der preußischen Rheinprovinz und beinhaltet zwei Nachträge zu den beschriebenen Wappen. Autor und Herausgeber dieses Wappenbuches ist Christian Samuel Theodor Bernd (1775–1854) aus Bonn, gedruckt und verlegt wurde es 1835 vom Verlag Henry & Cohen. 1977 erschien in Osnabrück ein Nachdruck.

## Beschreibung
Geographisch zählten zur preußischen Rheinprovinz die heutigen Regierungsbezirke Aachen, Düsseldorf, Koblenz, Köln und Trier. In diesem Wappenbuch sind, in fünf Bänden, die immatrikulierten und nicht immatrikulierten Adelsgeschlechter aus dieser Provinz mit ihren Wappen dargestellt. Der Verfasser C.S.Th. Bernd legte gesteigerten Wert auf die originalgetreue Darstellung und hält sich streng an die bestehende Adelsmatrikel, zu diesem Nachweis hatte er viele adlige Hausherren eingeladen die Wappenausführung zu prüfen und in einer Liste zu unterzeichnen. Im „Bericht an den geneigten Leser“ formuliert der Herausgeber die Kriterien der Aufnahme in dieses Wappenbuch: 

„…1) Die amtlichen Verzeichnisse des immatrikulierten Adels nach den gemachten Unterschieden, als Grafen, Freiherren und Edelleute, in welchen sie der leichteren Uebersicht wegen nach dem Abece aufgeführet, durch die hinter ihren Namen hinzugefügten Zahlen aber bezeichnet werden nach der Reihe, wie sie sich bei dem königlichen Oberpräsido meldeten, wie demnach auch ihre Namen in der Matrikel und ihre Wappen in den Originalwappenbüchern des geheimen Staatsarchivs folgen; 2) Vor den Wappenbeschreibungen, die Anführung der vollständigen Namen derer, welche ihre gemahlten Wappen und die Siegelabdrücke davon mit ihrer Unterschrift für die Adelsmatrikel einsendeten, mit Angabe ihrer (damahligen) Wohnortes, des Tages und Jahres der Einsendung, nebst den mitgenannten Namen der Familienmitglieder, die zu Führung desselben Wappens berechtigt sind, und endlich Beifügung der Nummern, unter denen sie selbst in den besonderen Abtheilungen der Matrikel aufgeführt, und ihre Wappen in den Wappenbüchern des geheimen Staatsarchives befindliche sind. 3) Die Beschreibung der Wappen selbst, und zwar wörtlich aus den Diplomen genommen – wodurch von dieser Seite ein Urkundenbuch hergestellt wird – bei allen denjenigen, wo dergleichen von den Einsendern beigefügte worden  waren, bei den übrigen aber von dem Herausgeber, nach Grundsätzen und einer Weise, worüber er sich in den Beschreibungen vorangeschickten Vorerinnerungen ausspricht.“

## Bände
- Band 1.1. Wappen des immatrikulierten Adels, 1835 Webseite
- Band 1.2. Wappen des nicht immatrikulierten Adels, 1835 Webseite
- Band 2. Beschreibung der im Wappenbuch der Preussischen Rheinprovinz gelieferten Wappen nebst Farbtafel, 1835 Webseite
- Band 1.a. Nachtrag zu den Wappen des immatrikulierten Adels, 1842 Webseite
- Band 2.a. Beschreibung der im Nachtrag zu dem Wappenbuche der Preussischen Rheinprovinz gelieferten Wappen des immatrikulierten Adels, 1842 Webseite